# Ziegelhütte (Neunburg vorm Wald)
Ziegelhütte ist ein Ortsteil der Stadt Neunburg vorm Wald im Landkreis Schwandorf in Bayern.

## Geographie
Ziegelhütte liegt circa vier Kilometer nordöstlich von Neunburg vorm Wald nahe der Schwarzach.

## Geschichte
Die Ziegelhütte wurde auch „Wastlhütt'n“ genannt. Sie war eine Anlage des Klosters Schwarzhofen. Da der Lehm nicht den Anforderungen entsprach, musste die Ziegelhütte Mitte des 19. Jahrhunderts den Betrieb einstellen.
Am 23. März 1913 war Ziegelhütte Teil der Pfarrei Neunburg vorm Wald, bestand aus einem Haus und zählte sechs Einwohner.
Am 31. Dezember 1990 hatte Ziegelhütte zwei Einwohner und gehörte zur Pfarrei Neunburg vorm Wald.
Anfang des 21. Jahrhunderts wurde in Ziegelhütte eine Neubausiedlung ausgewiesen.